# Nelson Lakes National Park
Nelson Lakes National Park – jeden z czternastu parków narodowych w Nowej Zelandii. Zlokalizowany jest w północnej części Wyspy Południowej. Został utworzony w 1956 roku. Zajmuje powierzchnię 1020 km². Tak jak pozostałe parki narodowe w Nowej Zelandii, jest zarządzany przez Department of Conservation.
Teren parku obejmuje najbardziej wysuniętą na północ część Alp Południowych. Jeziora znajdujące się na terenie parku to otoczone górami Rotoiti i Rotoroa.

## Flora
Szata roślinna parku to głównie lasy bukowe i rośliny alpejskie powyżej linii buszu.

## Fauna
W Parku Narodowym Nelson Lakes zamieszkują między innymi ptaki skalinek wielkogłowy, rudzik i kaka.